# Isola Bella (Lago Maggiore)

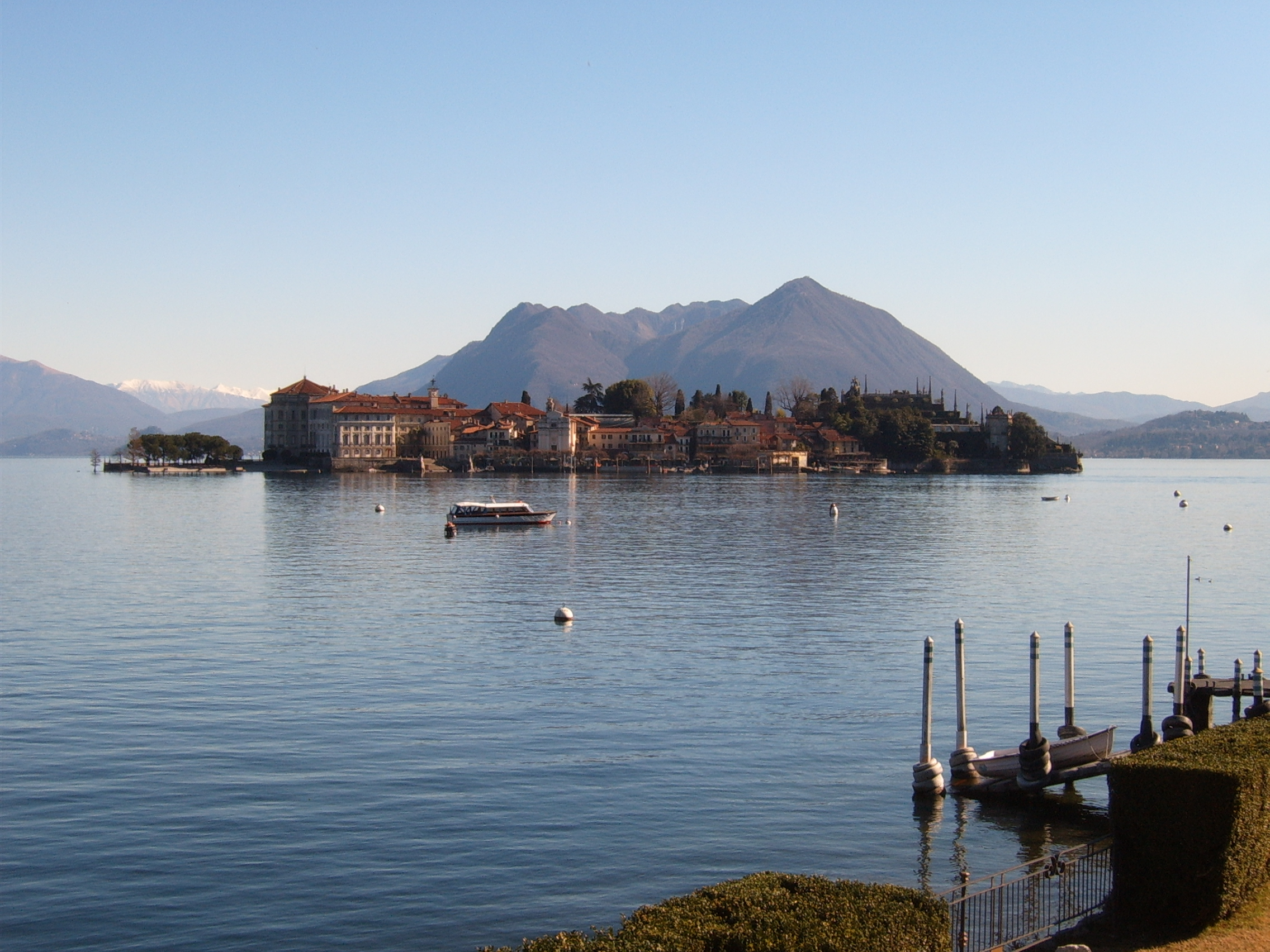
Isola Bella

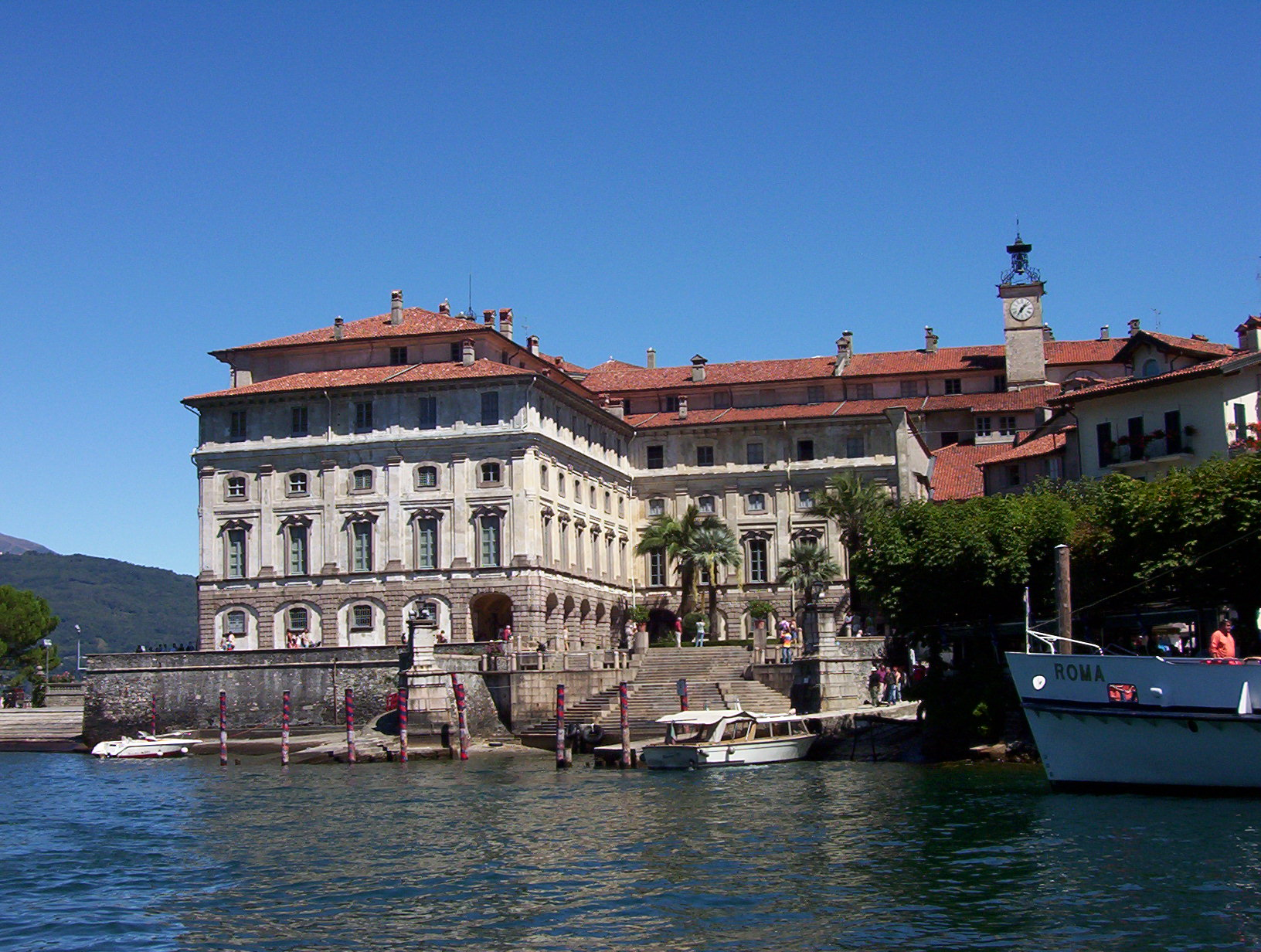
Palast

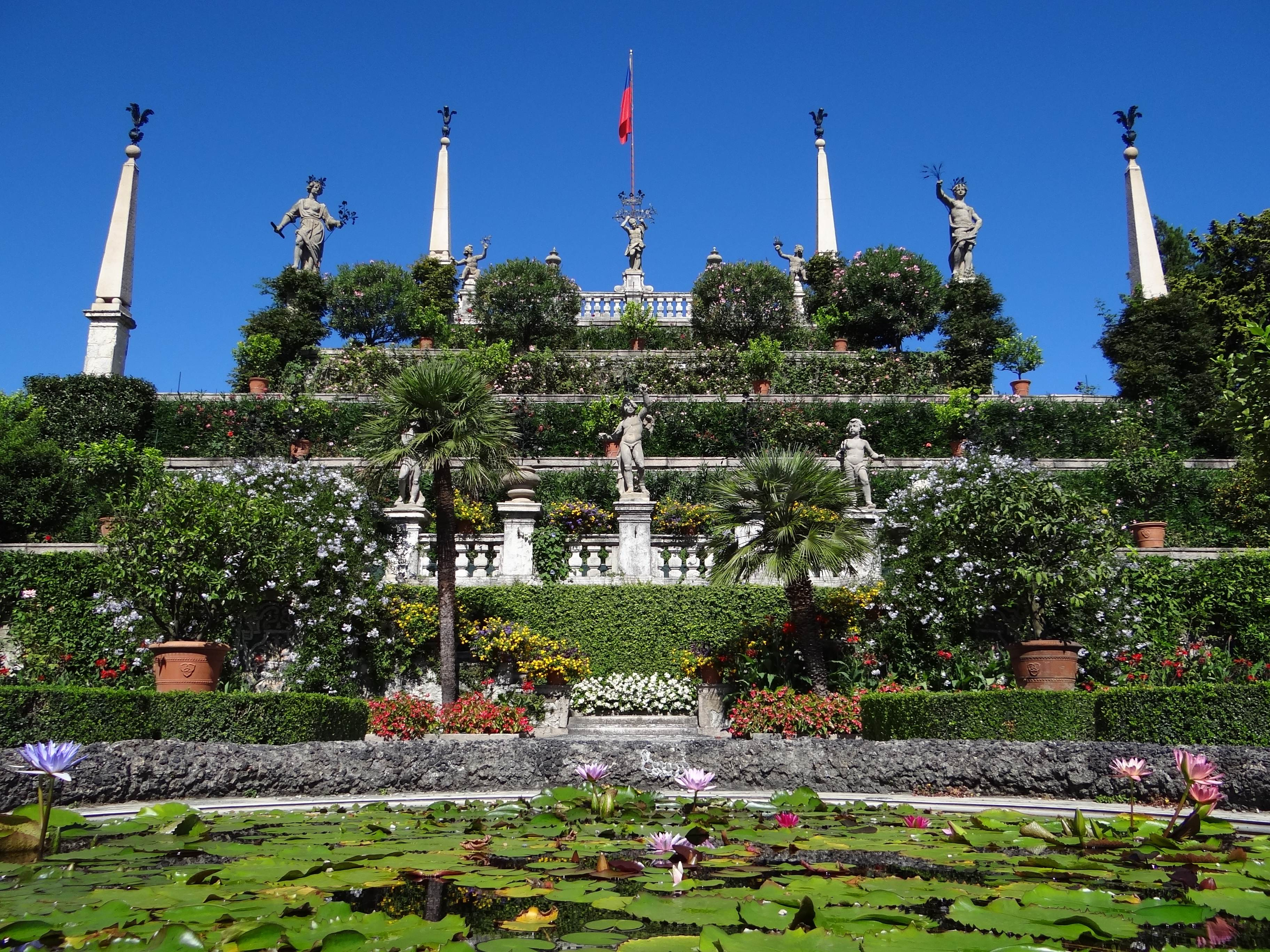
Gartenterrasse

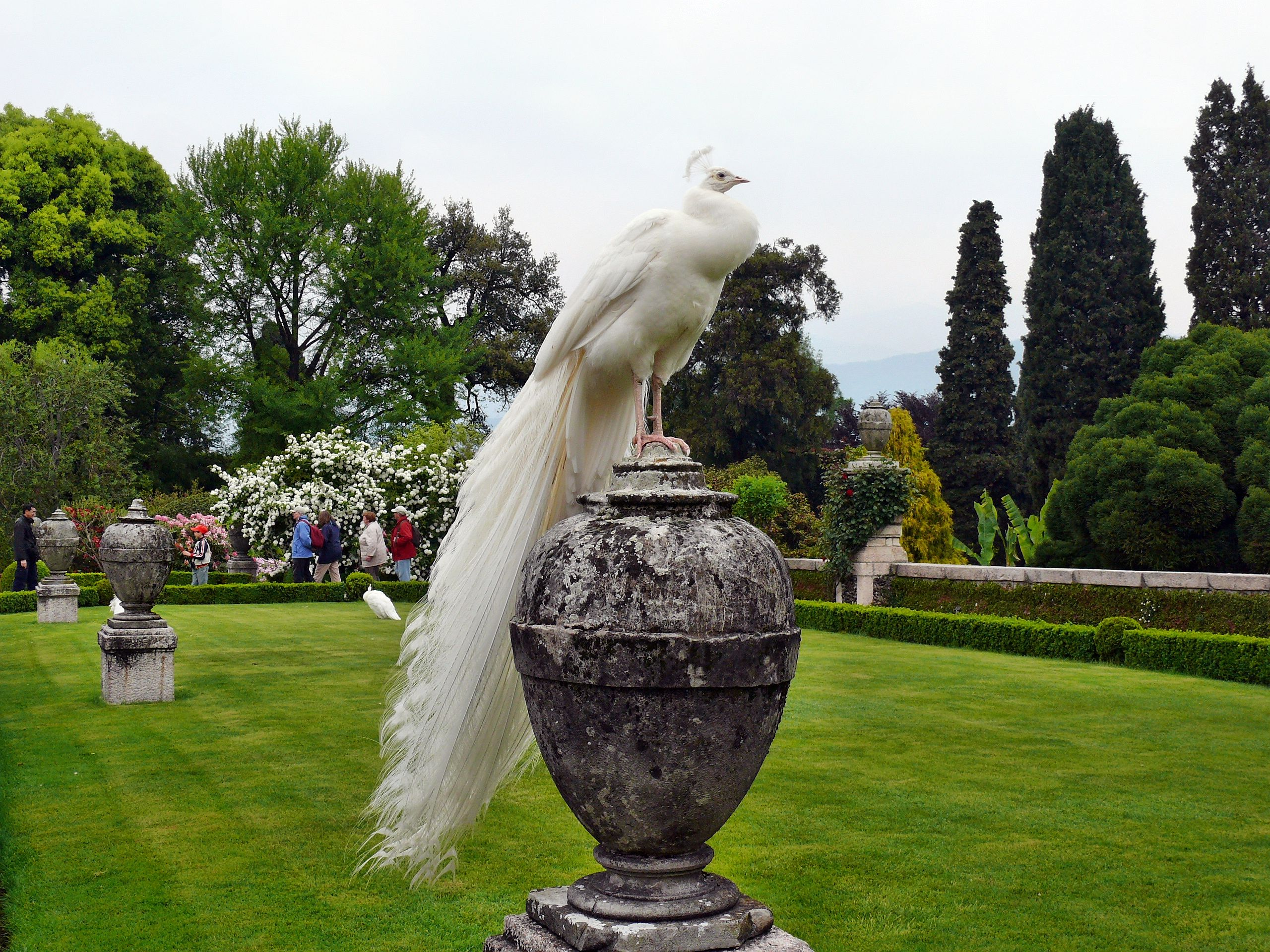
Pfau im Park auf der Isola Bella

Die Isola Bella (deutsch: ‚schöne Insel‘) ist eine Insel im Lago Maggiore. Sie zählt zu den Borromäischen Inseln und findet sich im Borromäischen Golf des Sees, etwa 400 Meter vor der Gemeinde Stresa. Sie ist 320 Meter lang und 180 Meter breit, im Nordwesten ist sie bebaut mit dem Palazzo Borromeo, an den sich im Südosten die Gartenanlagen des Palastes anschließen. Seit dem 12. Jahrhundert befinden sich die Inseln bis heute im Besitz der Familie Borromeo.

## Geschichte
Bis 1632 war die isola inferiore oder isola di sotto ‚untere Insel‘ eine felsige Erhebung, auf der ein kleines Fischerdörfchen stand. Carlo III. Borromeo begann damit, den Felsen zu planieren und auf der Insel einen Palast für seine Frau, Isabella D’Adda, zu errichten. Nach ihr wurde die Insel Isola Isabella benannt, mit den Jahren verkürzte sich der Name zu Isola Bella. Mit dem Bau wurde der Mailänder Baumeister Angelo Crivelli betraut, der auch für die Anlage der Gärten verantwortlich war. Die Arbeiten mussten in der Mitte des 17. Jahrhunderts pausieren, als eine Pest-Epidemie das Herzogtum Mailand heimsuchte.
Unter der Herrschaft der Nachfolger Carlos wurden die Arbeiten dann wieder aufgenommen. Kardinal Giberto III. (1615–1672) und Vitaliano VI. (1620–1690) bauten weiter an den Anlagen. Besonders Vitaliano steckte erhebliche Mittel in die Arbeiten, für die er den Mailänder Architekten Francesco Maria Richini und den römischen Architekten Carlo Fontana gewann und die vorwiegend mit Mitteln seines Bruders finanziert wurden. Im Palast, der schließlich im Jahre 1671 eingeweiht wurde, fanden große Feste und Theateraufführungen für den europäischen Adel statt. Zu dieser Zeit ließ Vitaliano auch die terrassenförmigen Gartenanlagen anlegen. Der geplante große Hafen am Nordende der Insel wurde allerdings nie gebaut.
Vitalianos Nachfolger wurde sein Neffe Carlo IV. Borromeo Arese (1657–1734). Unter Giberto V. Borromeo (1751–1837) besuchten berühmte Gäste die Insel: Napoleon Bonaparte und seine Frau Joséphine verbrachten zwei Nächte auf der Insel, so wie auch die Princess of Wales, Caroline von Braunschweig-Wolfenbüttel, spätere Königin Caroline von England. Diese verliebte sich anlässlich ihres Aufenthaltes – einer Anekdote zufolge – derart in den Ort, dass sie alles versuchte, die Borromäer dazu zu bringen, ihr die Isola Madre oder die Castelli di Cannero zu verkaufen.
Jean Paul lässt in seinem Roman Titan (veröffentlicht 1800–1803) die Hauptfigur Albano de Zesara die ersten drei Jahre seines Lebens auf der Isola Bella im Borromeischen Palast verbringen und ihn wiederholt dorthin zurückkehren.
Vom 11. bis 14. April 1935 tagte im Palazzo Borromeo die Stresa-Konferenz.

## Sehenswürdigkeiten
Die Isola Bella zählt heute zu den großen Touristenattraktionen am Lago Maggiore. Sie ist per Schiff von Stresa, Baveno und anderen Orten am Lago Maggiore aus zu erreichen und zieht jedes Jahr zahlreiche Besucher an.
Der Palazzo Borromeo und seine Gärten sind ein Beispiel barocker Kunst. Im Palast findet man Salons mit Ausblicken auf den See, zahlreiche Gemälde berühmter Künstler, kostbare Möbel, Marmor, neoklassizistischen Stuck, antike Skulpturen, Rüstungen und flämische Wandteppiche aus Seide mit Goldfäden. Im Untergeschoss befinden sich mehrere Muschelgrotten mit hellen und dunklen Stein- und Muschelverzierungen. Die Gartenanlagen sind treppen- und pyramidenförmig nach antikem Vorbild und mit Balustraden eingefasst, auf denen zahlreiche Statuen von mythologischen Helden und Tieren verteilt sind. Die Gärten beherbergen exotische Blumen, Pflanzen, Bäume und Obstsorten sowie eine kleine Orangerie.
Am Westufer der Isola Bella liegen einige Häuser am Fuße der Palast- und Gartenmauer, die mehrere Gaststätten, Geschäfte und die Schiffsanlegestelle beherbergen.

Isola Bella, Ansicht von 1837
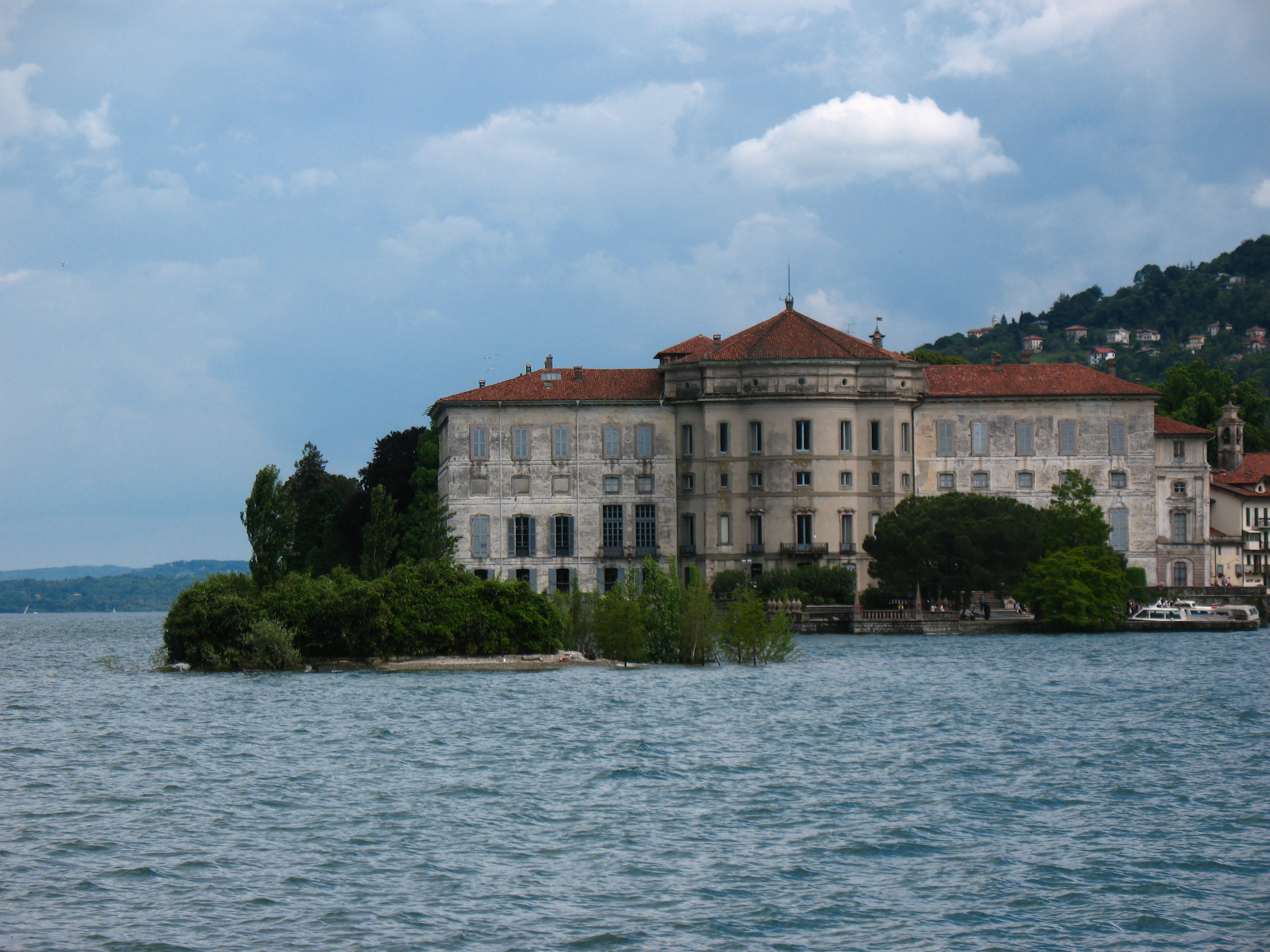
Palast
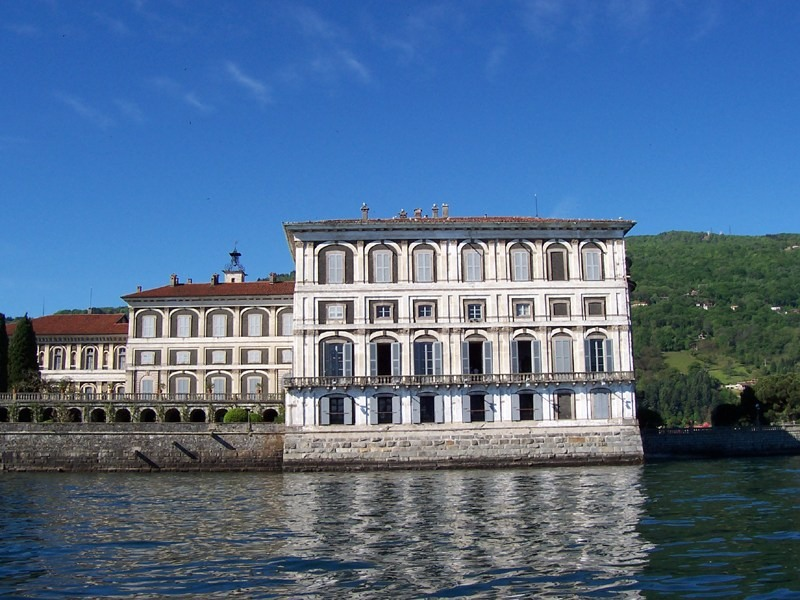
Seitenansicht
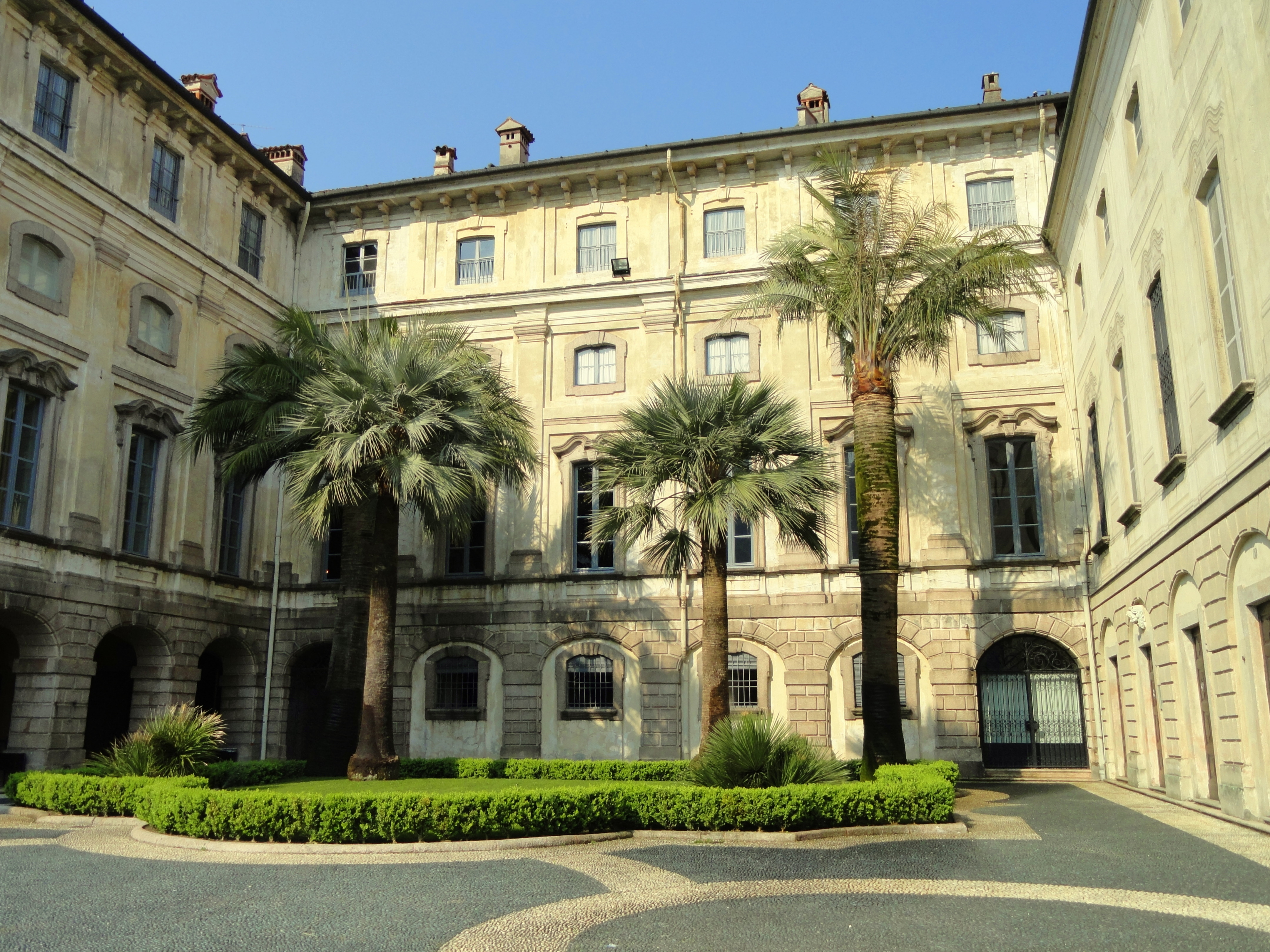
Innenhof
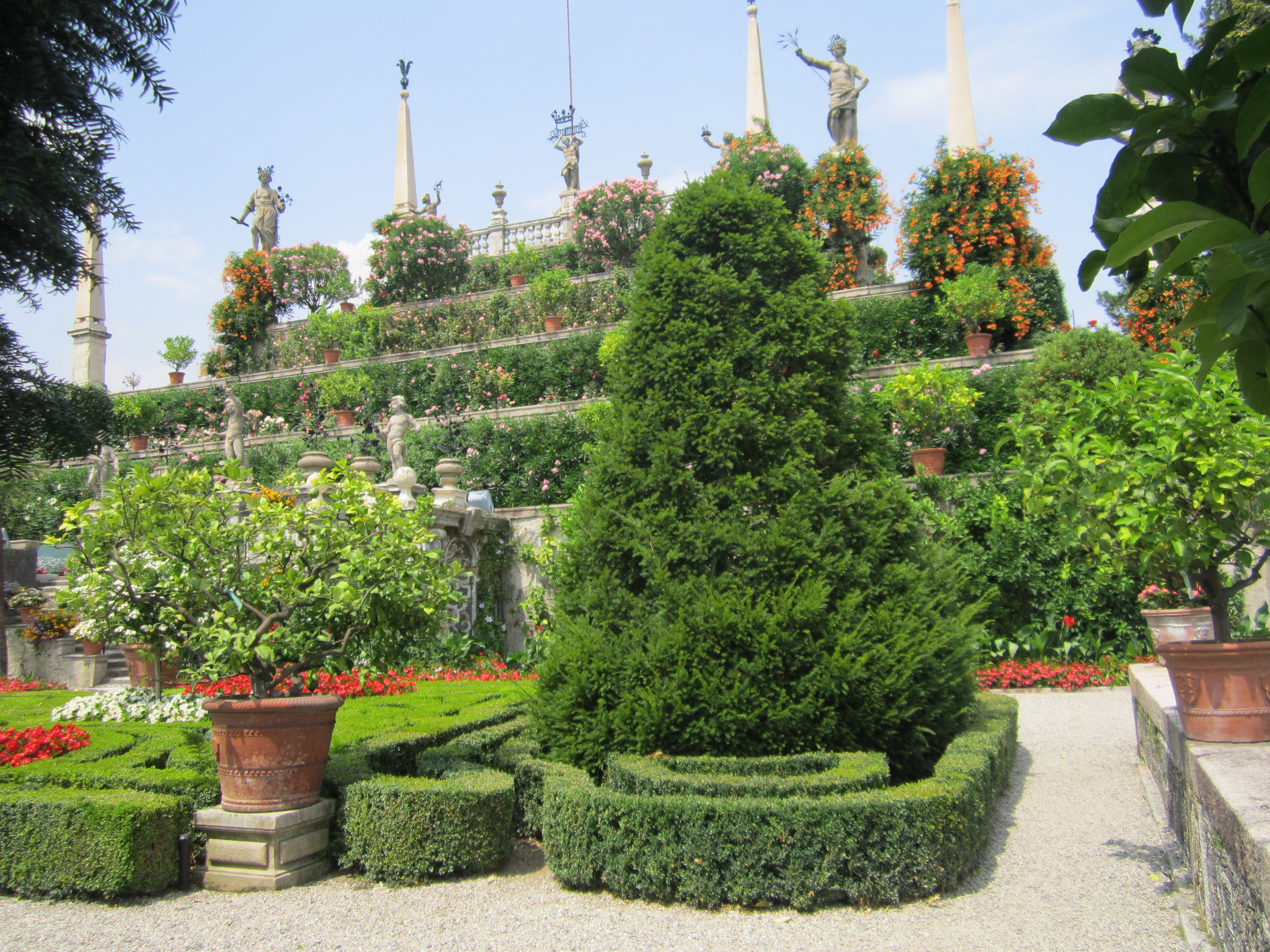
Park
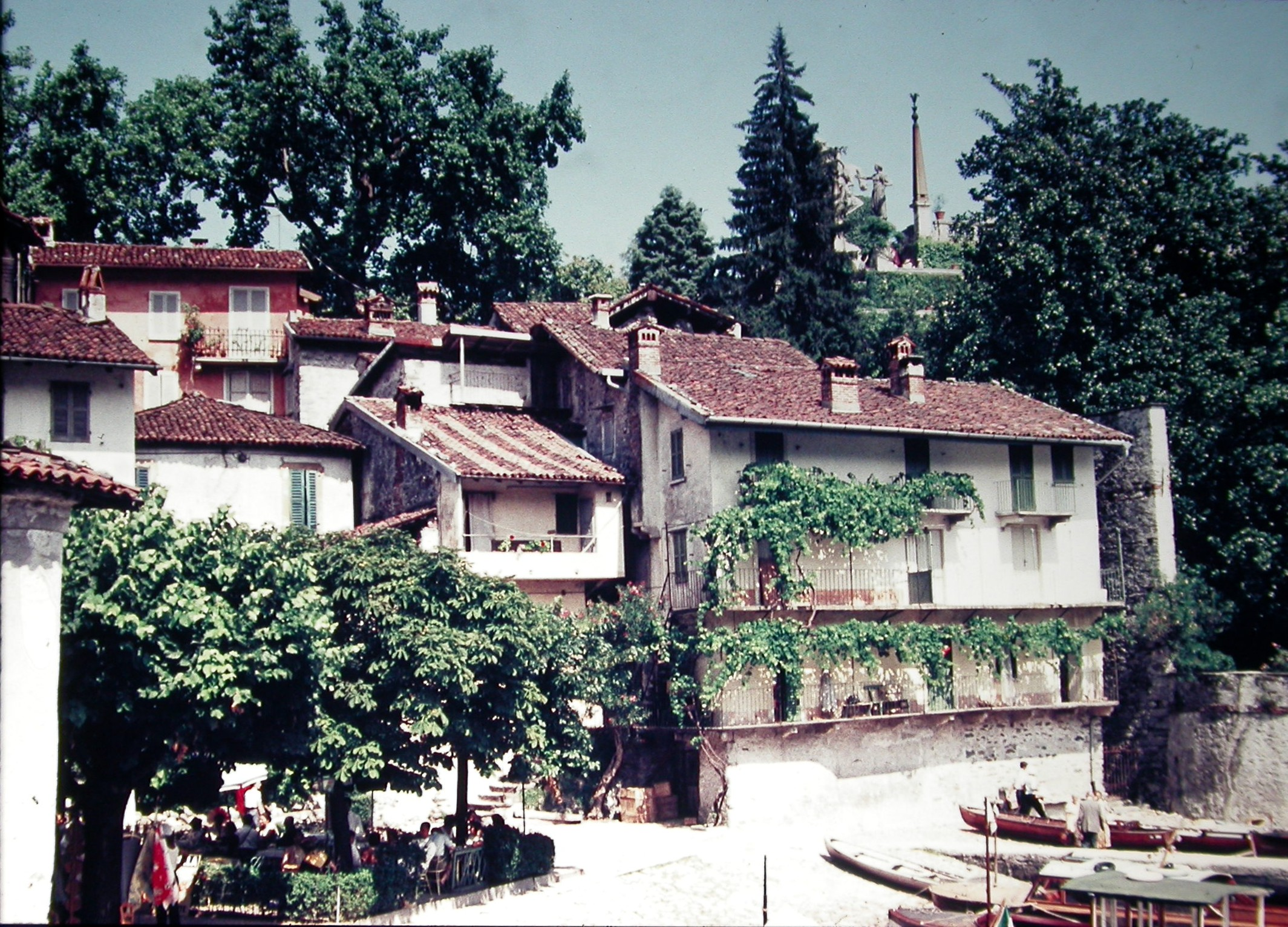
Häuser am Fuße der Palast- und Gartenmauer, Ansicht von 1957

## Einzelbelege
1. ↑  Pirata: Isola Bella, italienisch, abgerufen am 28. Juni 2018.
2. ↑  „Auf Isola bella hatt' er die drei ersten irdischen Jahre mit seiner Schwester, die nach Spanien, und neben seiner Mutter, die unter die Erde ging, mitten in den hohen Blumen der Natur liegend süß vertändelt und verträumt – die Insel war für den Morgenschlummer des Lebens, für seine Kindheit, Raffaels übermaltes Schlafgemach gewesen.“ (Titan, 1. Jobelperiode, 1. Zykel, S. 14)